# Ходов, Таймураз Алборович
Таймура́з Албо́рович Хо́дов (осет. Ходы Ӕлборы фырт Таймураз; род. 7 декабря 1944, Иристон, Северо-Осетинская АССР) — заслуженный тренер РСФСР по вольной борьбе, мастер спорта.

## Биография
Родился 7 декабря 1944 года в городе Беслан Правобережного района Северо-Осетинской АССР. С 13 лет стал заниматься вольной борьбой.
В 1990 году окончил факультет физического воспитания и спорта Северо-Осетинского государственного университета имени К. Л. Хетагурова.
Воспитал много борцов мирового уровня, среди которых чемпион мира среди военнослужащих (2001) и чемпион России (2001) — Инал Дзагуров, двукратный чемпион России (1994, 1995), чемпион мира среди юниоров (1992) и чемпион мира среди военнослужащих (1995) — Станислав Албегов.
Работает тренером по вольной борьбе в детско-юношеской спортивной школе города Беслана.